# Блазиус Клайнер
Блазиус Клайнер е францисканския монах, написал „Историята на България“, предхождаща и независимо написана от „История славянобългарска“ на Паисий Хилендарски.

## Биография
Малко се знае за живота на Блазиус Клайнер. Предполага се, че има немски произход и е от трансилванските саксонци.
Живял е в Седмоградско, в село Алвинц (днес Винцул де-жос, окръг Алба в Румъния) и е бил свързан най-тясно с българските бежанци от Чипровското въстание и техните потомци. През 1761 г. в католически манастир „Св. ап. Петър и Павел“ е написал на латински „Историята на България“.
В уводната част към своето съчинение той не само сочи подбудите, които са го накарали да се залови да изложи миналото на българския народ и специално историята на българското католишко движение и на францисканската „кустодия“, а после „провинция“ в България. След като изтъква трудностите във връзка с написването на една „История на България“, Блазиус Клайнер добавя: „Царство България, което някога е било най-цветущо, още не е имало писател, който да остави на потомството описани превратните съдбини на царството и на своя народ, прочут в света. Чуждите писатели, измежду тях главно гърците, които често са изпитвали мощта на българите, говорят за тях малко, и то само случайно. Смятам, че е станало така главно за това, че този извънредно войнствен народ, слабо загрижен за писмеността, е бил склонен повече да върши славни и достойни за споменаване дела, отколкото да ги описва.“ Той заявява, че по негова преценка „чуждите и особено латинските писатели, бидейки отдалечени, са имали ограничени сведения за достойните за упоменаване преславни деяния на българите“.
Блазиус Клайнер умира през 1785 г.

## Извори
Своя труд върху миналото на българския народ Блазиус Клайнер е писал по всяка вероятност именно в Алвинцкия манастир. Тъй като в съчинението му са използвани доста голям брой, и то твърде редки книги, обнародвани до това време, трябва да се предполага, че в българския францискански манастир в Алвинц по онова време е съществувала богата библиотека или че Блазиус Клайнер е имал възможност да обиколи и други селища с бежанци от българските земи, за да работи в техните библиотеки…
Никополският католишки епископ Антон Стефан пише в едно свое писмо от 30 януари 1689 г., изпратено от Виена, следователно само няколко месеца след разгрома на Чипровското въстание, че чипровските католици загубили при злополучния край на въстанието своята библиотека и архива си. Може обаче все пак да се предположи, че бегълците от опожарения и разграбен от турците град Чипровци са отнесли със себе си нещо от тази библиотека и от архива си…